# حكاية الشتاء (مسرحية)

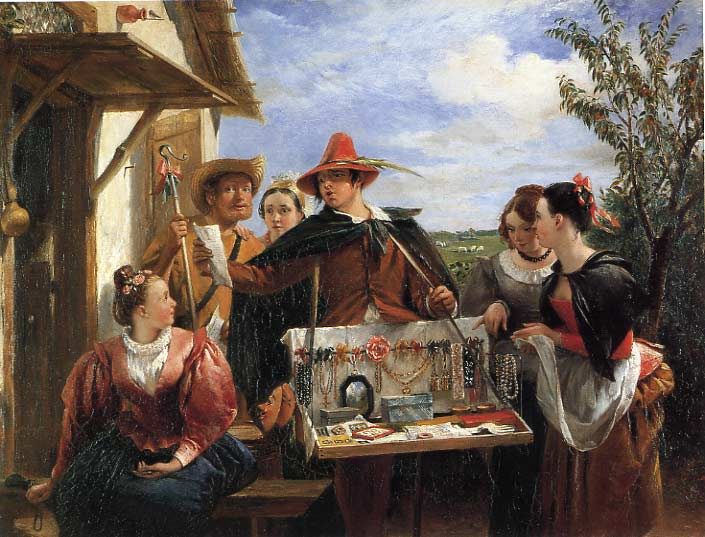
أتوليكوس (1836) بريشة الفنان تشارلز روبيرت ليسل

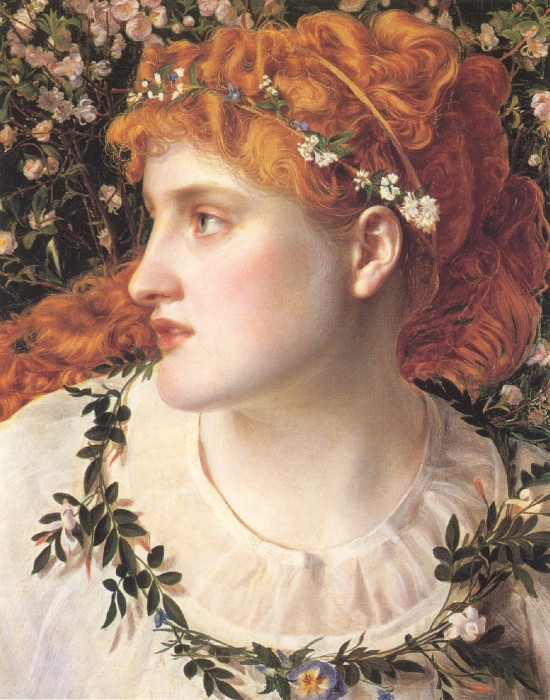
"برديتا" بريشة الفنان أنطونيو فريديريك أغسطس سانديس

حكاية الشتاء (بالإنجليزية: The Winter's Tale)‏ هي مسرحية من تأليف ويليام شكسبير، نشرت أصلاَ في (الفيرست فوليو) عام 1623. وعلى الرغم من أنها جمعت بين الكوميديات،  فإن بعض المحررين المعاصرين قد أشاروا إلى المسرحية بأنها واحدة من أواخر رومانسيات شكسبير. يعتبرها بعض النقاد أنها واحدة من «مسرحيات الأزمة» لشكسبير، لأن الفصول الثلاثة الأولى مليئة بالدراما النفسية المركزة، في حين أن الفصلين الأًخيرين يحملان طابعا كوميدياً وينتهيان بخاتمة سعيدة.
ولقد كانت المسرحية شعبية بشكل متقطع حيث أعيد عرضها بأشكال وتعديلات متنوعة من قبل بعض رواد منتجي المسرح في تاريخ المسرح الشكسبيري بدايةً بعد فترة زمنية طويلة من تعديل (ديفيد جاريك) ل (فلوريزيل وبرديتا) (التي أديت لأول مرة في 1753، ونشرت في 1756) وأعيد إحياء «حكاية الشتاء» مرة أخرى في القرن ال19 عندما كان الفصل الرابع «الرعوي (يدور عن حياة الرعيان)» شعبياً على نطاق واسع وفي النصف الثاني من القرن ال20 فإن «حكاية الشتاء» في مجملها ومأخوذة إلى حد كبير من (الفيرست فوليو) قد أنجزت وبدرجات متفاوتة من النجاح.

## الشخصيات

### شخصياتصقلية
- ليونتيس - ملك صقلية، وصديق الطفولة للملك البوهيمي بوليكسنس.
- هيرميون - ملكة صقلية الجميلة والفاضلة.
- كاميلو - النبيل الصقلي الأمين.
- بولينا – امرأة نبيلة من صقلية.
- أنتيجونوس - زوج بولينا، وأيضا صديق وفي لهيرميون.
- ديون – لورد من صقلية.
- كليومينس - لورد صقلي.
- مينيليوس- أمير صقلية الشاب، وابن هيرميون ولينتوس.
- إيميليا - واحدة من سيدات هيرميون.
- السجان - مكلف بسجن هيرميون.
- مارينر - سفينته أخذت أنتيجونوس إلى بوهيميا.

### شخصياتبوهيميا
- بوليكسنس - ملك بوهيميا، وصديق الصبا لليونتيس.
- فلوريزيل - ابن بوليكسنس الوحيد ووريثه.
- برديتا - ابنة ليونتيس وهيرميون ومجهول نسبها الملكي.
- الراعي – راعي غنم عجوز وأمين.
- مهرج – أو الراعي الشاب، ابن الراعي العجوز المهرج، وشقيق برديتا.
- أوتوليكوس - بائع متجول غير شريف ومتشرد ونشال.
- موبسا - وهي راعية غنم مغرمة بالراعي الشاب.
- دوركاس - وهي راعية غنم مغرمة بالراعي الشاب.

### شخصيات أخرى
- أركيداموس- سيد بوهيميا والذي يزور صقلية مع ملكه.
- اللوردات والخدم والنبلاء والسيدات في صقلية.
- الرعاة وراعيات الغنم والخدم في بوهيميا.

## الملخص

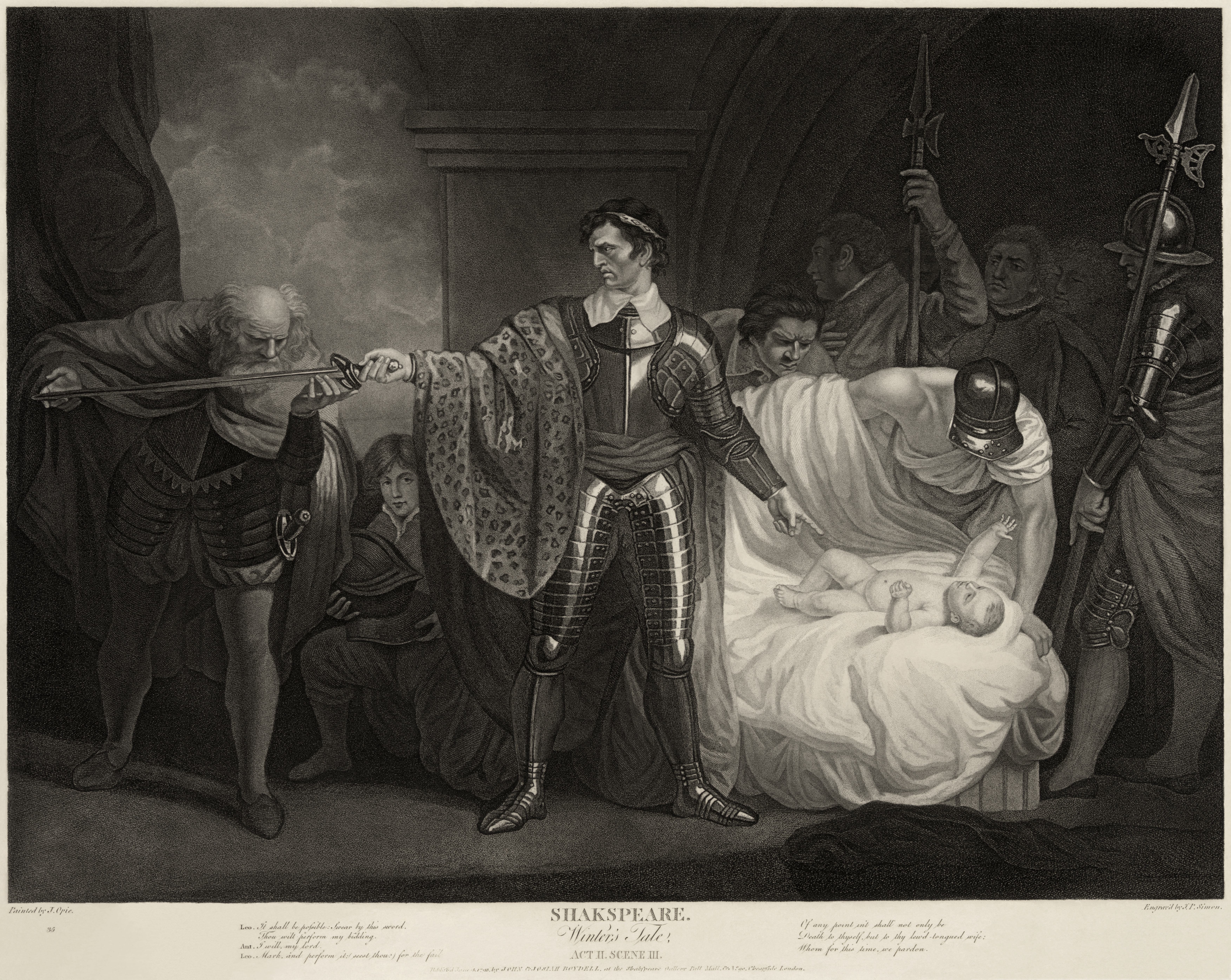
الفصل الثاني-المشهد الثالث؛ أنتيجونوس يقسم بولائه لليونتيس، في محاولة لإنقاذ حياة ابنة لينتوس، بريشة الفنان جون أوبي

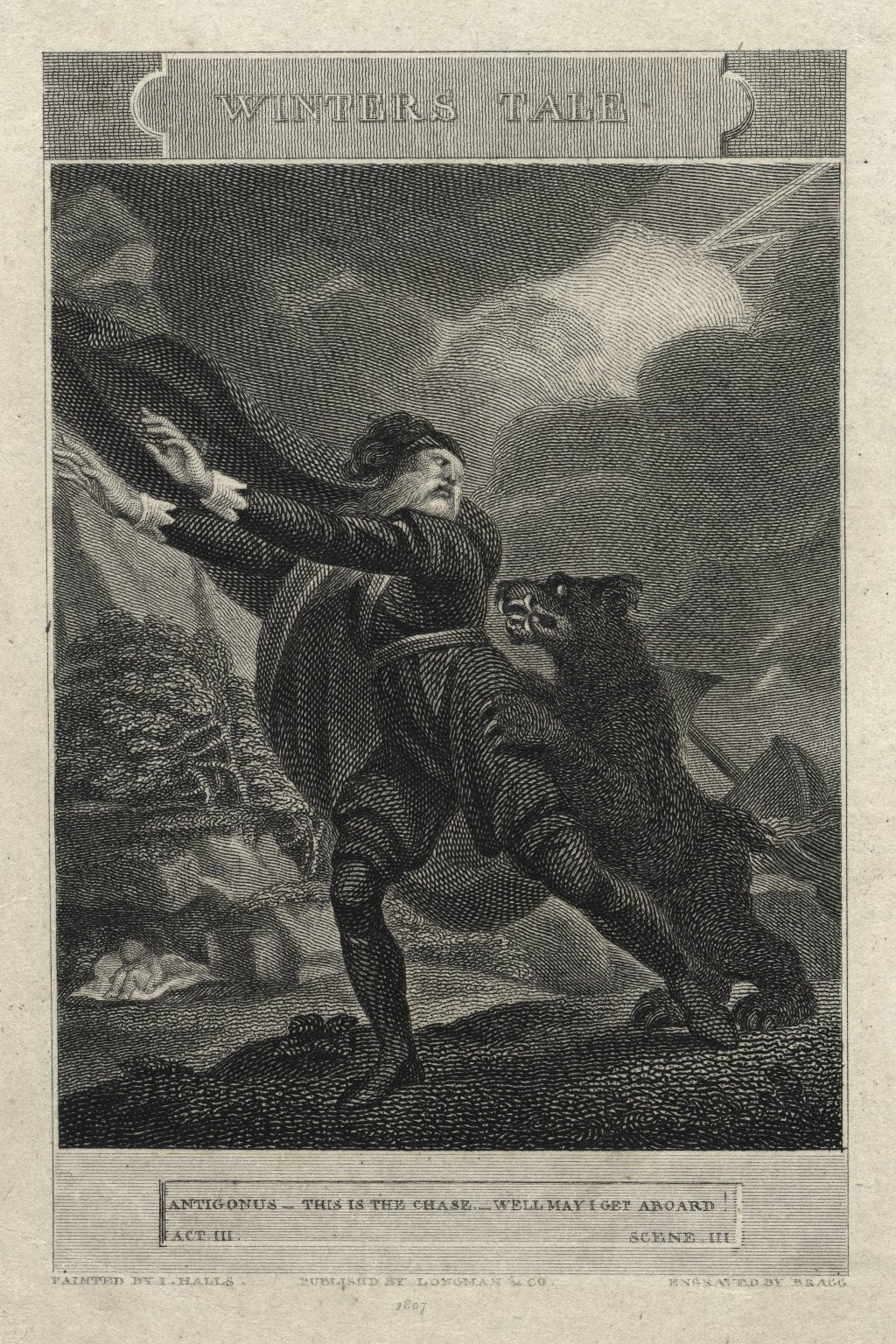
من لوحة عام 1807، الفصل الثالث-المشهد الثالث؛ "يخرج أنتيجونوس يطارده دب".

يتبع مشهد الإعداد الوجيز للمسرحية بظهور اثنين من أصدقاء الطفولة: ليونتيس، ملك صقلية، وبوليكسنس، ملك بوهيميا. يزور بوليكسنس مملكة صقلية ويتمتع بصحبة أصدقائه القدامى. ومع ذلك، بعد تسعة أشهر، يتوق بوليكسنس للعودة إلى مملكته الخاصة للعناية بشؤونه ورؤية ابنه. يحاول ليونتيس بيأس إبقاء بوليكسنس لفترة أطول ولكن المحاولة تبوء بالفشل. ثم يقرر ليونتيس إرسال زوجته الملكة هيرميون في محاولة لإقناع بوليكسنس. توافق هيرميون وتتمكن من ذلك بواسطة ثلاث خطابات ناجحة. يقع ليونتيس في حيرة عن كيفية اقناع هيرميون لبوليكسنس بهذه السهولة، فجأة ليونتيس يصاب بالجنون ويشتبه في أن زوجته الحامل قد أقامت علاقة غرامية مع بوليكسنس وأن الطفل ابن زنا. يأمر ليونتيس كاميلو، لورد صقلية، بتسميم بوليكسنس. بدلاً من ذلك يحذر كاميلو بوليكسنس ويفر كلاهما إلى بوهيميا. يغضب ليونتيس لهروبهم ويتهم زوجته علناً بالخيانة ويصرح أنها حامل بولد غير شرعي ويقوم بزجها في السجن رغم احتجاجات النبلاء ثم يرسل اثنين من اللوردات، كليومينس وديون، لأوراكل في دلفي لما هو متأكد أنه سيكون توثيقاً لشكوكه. وفي الوقت نفسه تلد الملكة طفلة، وصديقتها المخلصة بولينا تأخذ الطفلة إلى الملك، على أمل أن منظر الطفلة سوف يلين قلبه، لكنه يغضب ويأمر زوج بولينا، اللورد أنتيجونوس، بأخذ الطفلة وتركها في مكان مقفر. يعود كليومينس وديون من دلفي مع قرار من أوراكل ويجدون أن هيرميون تحاكم علناً وبإذلال أمام الملك وتؤكد براءتها وتطلب أن يتلى قرار أوراكل أمام المحكمة، حيث يذكر أوراكل بشكل قاطع أن هيرميون وبوليكسنس أبرياء وكاميلو رجل شريف، وأن ليونتيس لن يرث حتى يتم العثور على ابنته المفقودة. يتجنب ليونتيس الأخبار ويرفض أن يصدق ذلك كحقيقة. عندما تكشف هذه الأخبار، يذكر أن ليونتيس نجل ماميليوس قد توفي من مرض الهزال الناجم عن هذه الاتهامات ضد والدته. في تلك اللحظة تسقط هيرميون مغمياً عليها وتحملها بولينا بعيداً والتي ترسل تقارير عن وفاة الملكة لزوجها الحزين والتائب. يتعهد ليونتيس بقضاء بقية حياته يكفر عن فقدان ابنه والتخلي عن ابنته وزوجته الملكة. في تلك الأثناء يترك أنتيجونوس الطفلة على ساحل بوهيميا، ويصرح أن هيرميون ظهرت له في المنام ودعته أن يطلق على الفتاة برديتا ويترك صرّة (رزمة) بجانب الطفلة تحتوي على الذهب والحلي لتشير إلى أن الطفلة من عائلة نبيلة. فجأة تهوج عاصفة عنيفة تدمر السفينة التي وصل فيها أنتيجونوس الذي يرغب في الشفقة على الطفلة، ولكنه يطارد في واحدة من اتجاهات خشبة المسرح الأكثر شهرة لشكسبير: «يخرج، يلاحقه دب» (ومن غير المعروف ما إذا كان شكسبير استخدم دباً حقيقياً من دببة لندن الأليفة، أم ممثلاً في زي دب)، لحسن الحظ، يتم انقاذ برديتا من قبل الراعي وابنه، والمعروف أيضا باسم «المهرج». يدخل «الوقت (كورس راوي)» ويعلن مرور ستة عشر عاما. كاميلو، الآن في خدمة بوليكسنس، يتوسل للملك البوهيمي بالسماح له بالعودة إلى صقلية. يرفض بوليكسنس ويصرح إلى كاميلو أن ابنه، الأمير فلوريزيل، واقع في حب فتاة راعية وضيعة: برديتا. ويقترح لكاميلو أنه لإبعاد أفكاره عن الوطن، يتنكران ويحضران وليمة بمشاركة الأغنام حيث ستتم خطوبة فلوريزيل وبرديتا. وفي الوليمة، التي يستضيفها الراعي العجوز الذي ازدهر بفضل الذهب في الرزمة (الصرة)، يقوم أوتوليكوس البائع المتجول بنشل جيب الراعي الشاب ويسلي الضيوف بأغاني فاجرة وببيع الحلي. بوليكسنس وكاميلو وهما متنكران يشاهدان فلوريزيل (متنكر كراعي اسمه دوركليس) وتتم خطبة برديتا. ثم يتدخل بوليكسنس ممزقاً التنكر بغضب ويهدد الراعي العجوز وبرديتا بالتعذيب والموت ويأمر ابنه بعدم رؤية ابنة الراعي مرة أخرى. بمساعدة كاميلو الذي يتوق لرؤية وطنه مرة أخرى، يستقل فلوريزيل وبرديتا سفينة لصقلية، وذلك باستخدام ملابس أوتوليكوس كوسيلة للتنكر. وينضم إليهم في رحلتهم الراعي العجوز وابنه الذين يتوجهون إلى هناك بمعونة أوتو ليكوس. في صقلية، ليونتيس لا يزال في حداد حيث يطلب منه كليومينس وديون إنهاء توبته لأن المملكة بحاجة لوارث. بولينا تقنع الملك بمواصلة التكفير عن ذنبه حتى تجد له زوجة. يصل فلوريزيل وبرديتا ويتم استقبالهما ببرود من قبل ليونتيس. يتظاهر فلوريزيل بأنه في مهمة دبلوماسية من والده، ولكن تغطيته تُكشف عندما بوليكسنس وكاميلو يصلان أيضاً إلى صقلية. ويقرر من قبل نبلاء محكمة صقلية باجتماع ومصالحة للملوك والأمراء: كيف ربى الراعي العجوز برديتا، كيف لقي أنتيجونوس نهايته، وكيف تمت سعادة ليونتيس الغامرة في لم الشمل مع ابنته، وكيف توسل بوليكسنس المغفرة. والآن يتم جعل الراعي العجوز والراعي الشاب نبيلين من قبل الملوك ويقابلان أوتوليكوس الذي يطلب منهم الصفح عن خداعه لهم. ليونتيس وبوليكسنس وكاميلو وفلوريزيل وبرديتا ينتقلون إلى منزل بولينا في الريف حيث تم الانتهاء من صنع تمثال لهيرميون. يصاب ليونتيس بالذهول من منظر زوجته، ولكن بعد ذلك، ولدهشة الجميع يظهر التمثال علامات حيوية؛ إنها هيرميون تعود إلى الحياة. وعندما تنتهي المسرحية، برديتا وفلوريزيل يخطبان ويتشارك الجميع بالاحتفال بالمعجزة. وعلى الرغم من هذه النهاية السعيدة النموذجية لكوميدية ورومنسيات شكسبير فإن الانطباع للموت الظالم للأمير الشاب ماميليوس يبقى حتى النهاية باعتباره عنصراً من عناصر المأساة لم يعتق بالإضافة إلى السنوات الضائعة في الانفصال.